# Konstanciák
A konstanciák, vagyis állandóságok a modern pszichológia problémakörébe tartozó fogalmak. A világ folyamatosan változik körülöttünk, így a szem is mindig eltérő információt kap, ezáltal a világ leképezése is változik. Azt pedig tudjuk, hogy a retinális kép mindig kicsinyített, fordított állású és valódi képe a világnak. A szemben lévő fotóreceptorok fényintenzitás-mintázatot alakítanak ki a tárgyakról visszaverődő fény alapján, de ez minden egyes elmozdulásunkkor, vagy éppen a tárgy vagy szemünk elmozdulásakor más és más lesz, mégis nagyrészt állandónak látjuk a körülöttünk lévő dolgokat.

## Definíció
A konstancia vagy állandóság agyunk azon képessége, hogy a környező világ, és ezáltal a retinán keletkező kép nagyfokú változásai ellenére is állandónak látjuk a tárgyakat. Ha szigorúan vesszük, ez a jelenség a perceptuális hibák egyike, amely ha nem lenne, teljesen összezavarodnánk, sőt beleőrülnénk a rengeteg új, ismeretlennek tűnő információba.

## Megközelítések
A mai napig is vita folyik arról, hogyan is magyarázhatnánk agyunk ezt a fajta képességét. Két tézis emelkedik ki, mely magát az észlelést próbálja feltárni és leírni. Ezek az alulról felfelé, azaz bottom-up, illetve a felülről lefelé, top-down, azaz konceptuális feldolgozási modellek. Az alulról felfelé irányuló, más néven adatvezérelt feldolgozás alapja a szenzoros input, tehát a szemet érő ingerek összessége, míg a felülről lefelé irányuló folyamat a tapasztalatokra, a múltban megszerzett, átélt tudásra támaszkodik. Utóbbi az empiristák álláspontját tükrözi, miszerint a tapasztalat minden tudásunk forrása, minden cselekvésünk hajtóereje. Ez a két különböző nézet létrehozott két szemben álló megközelítést, a konstruktivista paradigmát és a közvetlen észlelés tézisét. Brunner, Neisser és Gregory az előbbit, míg Gibson az utóbbi mellett foglalt állást. A konstruktivista szemlélet szerint a kontextus meghatározó szereppel bír az észlelés folyamatában, melyet főleg top-down folyamatok irányítanak. A percepció számukra nem csupán a bemeneti inger tudatosulásából áll, sokkal inkább az agy alkotó munkája áll a háttérben. Gregory szerint az agy hipotézis-ellenőrzést tart minden egyes beérkező ingernél, tehát előzetes tudásunktól függ, hogy az inger segítségével milyen következtetéseket vonunk le a külvilággal kapcsolatban. A Gibson-féle közvetlen észlelés elve alapján a külső ingerek már elégséges információt szolgáltatnak ahhoz, hogy a világot megfelelően észlelni tudjuk, tehát a bottom-up módszerrel jutunk el az észlelethez. Gibson szerint a világ változásai közül mindig kiemelkedik valamilyen állandóság, vagyis invariencia, melyet a változások tükrében erőteljesebben észlelünk, így megbízható információkat kapunk a környezetről.

## Fajtái
Szinte minden érzékleti modalitásban találunk konstanciákat, így megkülönböztetünk szín-, élénkség- vagy világosság-, nagyság-, alak-, hang- és szagkonstanciát.

## Színkonstancia
A színkonstancia vagy színállandóság azt fejezi ki, hogy a tárgyak színét állandónak látjuk akkor is, ha más hullámhosszú fény is éri őket, például házon belül vagy kívül. A fény hullámhossza, más néven spektruma változik a napszakokkal, attól függően, hogy bent vagy kint vagyunk-e, illetve hogy természetes fényben vagy lámpafénynél látjuk-e őket. A tárgyak színe alapvetően attól függ, hogy a felületén milyen színanyag (pigment) található, és hogy milyen fényforrással van megvilágítva, hiszen ha a fényforrás spektruma megváltozik, másmilyen lesz a retinát elérő fény, és ezáltal a retinális kép színe is. De a  pigmenteknek, tehát az eltérő színeknek van egy olyan jellemzője, hogy különböző hullámhosszú fényt vernek vissza leginkább, ezen tulajdonságukat fényvisszaverési együtthatónak is szoktuk hívni. Ez az a jellemző, melyet az agy kiszűr minden más rendelkezésére álló adat közül, hogy a tárgyak eredeti, tehát fizikai értelemben vett színét megőrizze. Ezt legegyszerűbben úgy tudja megtenni, ha viszonyít a környezethez, vagyis összeveti, összehasonlítja a tárgyat a környezetében lévő más tárgyakkal. Ez a magyarázat főleg a konstruktivistákat támasztja alá, hiszen ők a kontextusnak nagy jelentőséget tulajdonítottak. Egy másik magyarázat szerint, ha sokáig fixálunk egy tárgyra és annak színére, érzékenységünk csökken rá nézve, tehát hozzászokunk az ingerhez. Ezt a folyamatot hívják adaptációnak. Ez viszont korántsem ad magyarázatot minden szituációban fellépő színkonstanciára. Újabb kutatások szerint viszont nemcsak a színinformációt hasznosítjuk, hanem sokkal inkább a tárgy formai elemeit illetve térbeli elrendeződését (koordinátákat és kapcsolatokat keresünk) vesszük figyelembe a szín leképezésére.

## Világosság-/ Élénkségkonstancia
A világosságkonstancia az a jelenség, hogy a tárgyak világossága akkor is állandónak tűnik a számunkra, ha a tárgyról a szemünkbe érkező fény mennyisége nagymértékben nő vagy csökken. A világosságkonstancia hasonlóan magyarázható, mint a színkonstancia, mivel itt is fontos szerephez jut a kontextus: itt is viszonyítunk a környezethez, és aszerint osztályozzuk az élénkséget. Ennek legegyszerűbb bizonyítása, ha például egy fekete lapot úgy világítunk meg, hogy a  környező tárgyakat teljesen kizárjuk, ami egy ernyő segítségével lehetséges. Ekkor a fekete lapot erős megvilágításban fehérnek látjuk. A jelenség magyarázható a ganglionsejtek receptív mezejének tulajdonságaival is. A receptív mezőnek két része van, egy központi és egy környéki, és ezek antagonisztikus, azaz ellentétes működésűek. Ha a központi rész „on” típusú, vagyis fényre reagál, akkor a perifériás rész „off” típusú, azaz az árnyékra reagál, és fordítva. Ha a két területet ért fény intenzitása eltérő is, ennek arányos növelése vagy csökkentése ugyanazt a választ váltja ki, hiszen mindkét inger azonosan, vagyis arányában (például 5:1 arányban) változott. Ezen arányelv Hans Wallachtól származik, aki ezt 1963-ban rögzítette.

## Nagyságkonstancia

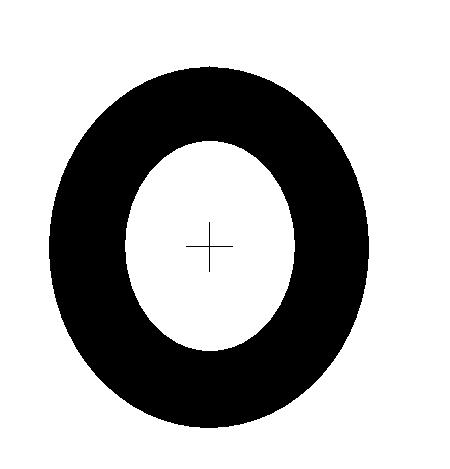
I. ábra

A nagyságkonstancia kifejezi, hogy a tárgyak méretét állandónak látjuk akkor is, ha a tárgy retinális képének nagysága akár drasztikusan meg is változik. Fontos szerepet kap ennél a konstanciánál a tárgy távolsága, illetve annak észlelése. Segítségünkre vannak a távolsági jelzőmozzanatok, így a nagyságészlelet a tárgy retinakép nagyságának illetve az észlelt távolság összevetéséből jön létre, a távolságinformáció kompenzáló jellegű. A távolság szerepére Emmert kísérlete mutatott rá. Ha a lyukas fekete kör közepén látható keresztre fixálunk egy percig, majd egy sokkal távolabbi fehér falra nézünk, nagyobbnak látjuk az utókép formájában megjelenő fekete kört, vagyis az agyunk úgy véli, ami távolabb van, az nagyobb is egyben. Tehát ha mondjuk egy tollat távolítunk a szemünktől, akkor azt a tényt, hogy a retinális képünk alapján a toll összemegy, kioltja az a tény, hogy tudjuk, egyben messzebb is kerül tőlünk. Gibson elmélete, miszerint a szenzoros bemenet egyértelmű információt szolgáltat számunkra, ennél a konstanciánál még igazolható is. Ő azt állította, hogy például az, hogy a horizont ugyanabban az arányban metszi a tárgyakat, egyértelmű adat az agy számára, és nem igényel semmilyen top-down folyamatot. Hasonlóképpen a textúragrádiens, melynek lényege, hogy a távolsággal a mintázat sűrűsége egyre nő, így azt is feltételezhetjük, hogy a mintázat összes eleme azonos nagyságú. Illúziókkal is lehet bizonyítani a nagyságállandóságot, mivel itt a kompenzálás helytelen méretbecslést okoz. Ilyen a Ponzo és a Müller-Lyer illúzió.

## Alakkonstancia

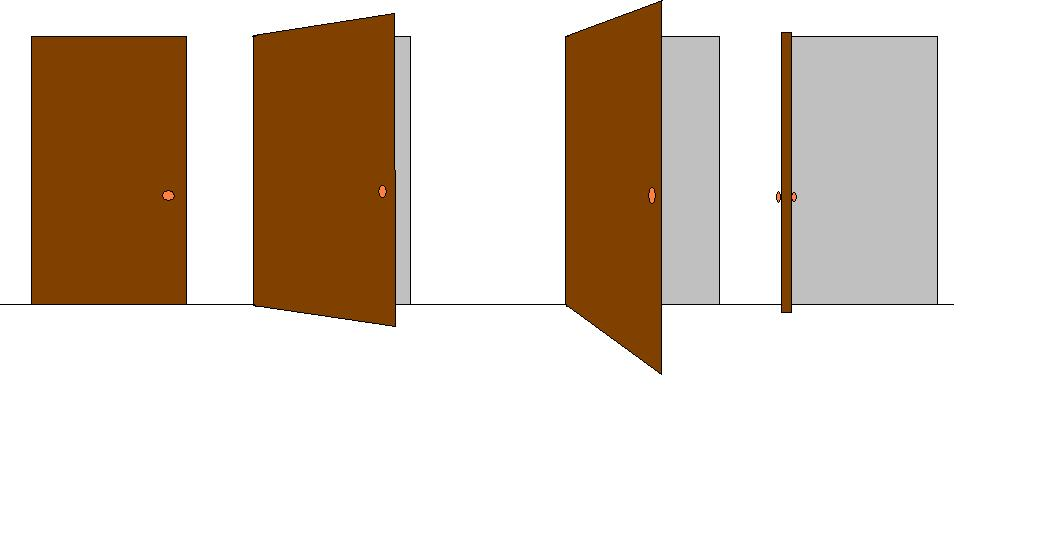
II. ábra

Az alakkonstancia azt jelenti, hogy a tárgyak alakját akkor is állandónak észleljük, ha éppen más szemszögből nézzük őket, és ezáltal más dimenziójukat, torzított formájuk leképezése jön létre a retinán. A tárgyfelismerés esetében az alapvető probléma abban rejlik, hogy a retina csak kétdimenziós képet tud továbbítani, ezért az agynak kell azt háromdimenzióssá tennie. Marr egy egész elméletet épített erre, melynek neve komputációs paradigma. Gibson invarienciáról szóló elméletével is igazolható az alakállandóság. Gregory viszont azt állította, hogy „előre elkészített >>válaszok<< ” léteznek bennünk, és az agy egyik tulajdonsága, hogy mindenben a tárgyat keresi, mindennek próbál értelmet adni. A válaszok közül, az agyban „szimbolikusan ábrázolt tárgyak készletéből” pedig mindig a legvalószínűbbet választjuk ki. Neisser pedig ötvözte Richard Gregory és Gibson szemléletmódját, és már sémákról, illetve ingerkörnyezetről beszél, ez pedig magában foglalja mind a top-down, mind a bottom-up folyamatokat. Hiszen előző ismeret szükséges egy inger sémába való illesztéséhez, de ha az nem illik bele, felülírjuk a sémát. A Gestalt-iskola is kreált elméletet  a tárgyészlelésről, miszerint veleszületetten rendelkezünk szerveződési elvekkel, és ezeknek a segítségével látjuk a tárgyakat. Egy újabb elmélet is kialakult, amely a perspective invariants theory, vagyis a perspektivikus invarianciák elmélete nevet kapta, és melyet már több teszttel is bizonyítottak. Ezekben megállapították, hogy az alakészlelés független a dőlési információktól, illetve hogy azok milyen széles skálán mozognak, és megtörténik a mélységi adatok jelenléte nélkül is. A tárgyfelismerés függ viszont a hajlás illetve lejtés mértékétől, hiszen ha ez túl nagy, nem látunk eleget a tárgyból, így nem is tudjuk azonosítani azt.

## Más modalitásban
Ismerünk még más érzékleti modalitásban tapasztalható konstanciákat is, ilyenek a szag- illetve hang- vagy inkább dallamkonstancia. A szagkonstancia arra utal, hogy a szagokat állandó intenzitásúnak érezzük akkor is, ha annak terjedési sebessége meg is változik. Vagyis nem érezzük erősebbnek azt a szagot, mely levegővételkor éri el orrunkat, annál, melyet erőteljes szippantás esetén érzünk. A hallásnál megfigyelhető konstancia pedig arra utal, hogy egy dallamot akkor is állandónak hallunk, ha az más hangmagasságban van lejátszva, tehát a frekvenciáját növeltük vagy csökkentettük.

## Lásd még
- Sztereopszis